# 叶求铎
叶求铎（英語：Kew Dock Yip，1906年—2001年），加拿大华人律师。

## 生平
1906年出生于温哥华，是加拿大华人企业家叶春田19个儿子中的第17个。1931年毕业于密歇根大学，1941年毕业于不列颠哥伦比亚大学，1942年搬迁至多伦多并结婚。三次尝试后成功申请到奧斯古法學院法律专业并于1945年毕业。成为首位加拿大华人律师。他是说服加拿大政府于1947年废除《排华法案》的重要人物之一。1985年在米奇·洛克电影担任配角。1992年退休。
2001年在多伦多逝世，享年95岁。

## 获奖情况
1998年上加拿大法律协会奖章